# Phytosciara macrotricha
Phytosciara macrotricha – gatunek muchówki z rodziny ziemiórkowatych (Sciaridae).
Wylęgające się z jaj larwy całe życie (od końca maja do listopada) żerują na liściach wielu gatunków roślin. Są zielonkawożółte, wydłużone, bez wyodrębnionej głowy. Tworzą na liściach początkowo rozgałęzione, potem coraz szersze miny. Przez otworek często opuszczają miny, by zacząć żerowanie w innym miejscu liścia.
Występuje w Europie (również w Polsce). Polifag żerujący na wielu gatunkach roślin. Notowany na Arctium lappa, Arctium minus, Caltha palustris, Carduus crispus, Cirsium arvense, Cirsium oleraceum, Cirsium palustre, Cirsium vulgare, Doronicum orientale, Eupatorium cannabinum, Jacobaea aquatica, Ficaria verna, Album lamium, Myosotis sylvatica, Petasites albus, Plantago lanceolata, Pulmonaria obscura, Pulmonaria officinalis, Ranunculus acris, Ranunculus lanuginosus, Ranunculus repens, Rudbeckia, Senecio ovatus, Symphytum officinale, Tussilago farfara.